# Józefina (księżniczka Danii)
Józefina Glücksburg (duń. Josephine Sophia Ivalo Mathilda; ur. 8 stycznia 2011 w Kopenhadze) – księżniczka Danii, hrabianka Monpezat. Jest czwartym dzieckiem króla Danii, Fryderyka X, oraz jego żony, Królowej Marii Donaldson. Obecnie zajmuje czwarte miejsce w linii sukcesji do duńskiego tronu, za bratem, księciem Wincentym, a przed stryjem, księciem Joachimem.

## Biografia

### Narodziny
Urodziła się 8 stycznia 2011 roku o godz. 10.56 w szpitalu Rigshospitalet w Kopenhadze jako czwarte dziecko następcy tronu Danii, księcia Fryderyka, oraz jego żony, Marii Donaldson. W chwili urodzin mierzyła 46 centymetrów i ważyła 2,55 kilogramów. Jest o 26 minut młodsza od swojego brata bliźniaka. Informację o przyjściu na świat dzieci podał przed wejściem do kliniki książę Fryderyk. Narodziny księżniczki uczczone zostały następnego dnia poprzez wystrzelenie dwudziestu jeden strzałów z Sixtus Battery Holmen Naval Base w Kopenhadze i z zamku Kronborg w Helsingor w cieśninie Sund.
Ma trójkę rodzeństwa – księcia Chrystiana (ur. 2005), księżniczkę Izabelę (ur. 2007) i księcia Wincentego (ur. 2011).

### Chrzest
Została ochrzczona w wierze luterańskiej 14 kwietnia 2011 roku w kaplicy kościoła Holmen, razem ze starszym bratem bliźniakiem. Ceremonii chrztu przewodniczył biskup Erik Norman Svedsen. 
Rodzicami chrzestnymi małej księżniczki zostali: jej ciotka, Patricia Bailey, żona stryja, księżna Danii, Maria, książę Castro, Karol Sycylijski, a także Bendt Wedell, Birgitte Handwerk i Josephine Rechner.
W dniu chrztu ogłoszono, że otrzymała imiona Józefina Zofia Ivalo Matylda (duń. Josephine Sophia Ivalo Mathilda). Pierwsze z nich nosiła Józefina, królowa Szwecji i Norwegii, żona króla Oskara I i jest ono popularne w skandynawskich rodzinach królewskich. Zofia było jednym z imion królowej Ingrid, natomiast Ivalo jest ukłonem w stronę Grenlandii, terytorium znajduącego się pod duńską administracją. Matylda jest prawdopodobnie nawiązaniem do australijskiego pochodzenia matki księżniczki. W tamtym państwie utwór zatytułowany Waltzing Matilda jest traktowany niemal jak hymn narodowy.

### Młodość
Zgodnie z decyzją królowej Małgorzaty II, podjętej w 2009 roku, Józefina – oprócz tytułu księżniczki Danii – posiada również tytuł hrabianki Monpezat. 
W listopadzie 2011 razem z rodzicami i rodzeństwem odwiedziła ojczyznę matki, Australię.
12 sierpnia 2014 duńska reprezentacja narodowa w badmintonie przekazała w prezencie dla dziewczynki koszulkę w barwach zespołu z napisem Josephine Denmark.
Jako członkini rodziny królewskiej księżniczka Józefina uczestniczyła w następujących uroczystościach rodzinnych:
- Konfirmacja jej stryjecznego brata, księcia Feliksa (1 kwietnia 2017).

## Tytulatura
Od 2011: Jej Królewska Wysokość księżniczka Józefina, hrabianka Monpezat

## Odznaczenia
- Medal Pamiątkowy 75-lecia Urodzin Księcia Henryka
- Medal Pamiątkowy 70-lecia Urodzin Królowej Małgorzaty
- Medal Pamiątkowy 40-lecia Panowania Królowej Małgorzaty II

## Genealogia
| Prapradziadkowie                          | Król Danii i Islandii Chrystian X (1870-1947) ∞1898 Aleksandra Mecklenburg-Schwerin (1879-1952) | Król Szwecji Gustaw VI Adolf (1882-1972) ∞1905 Małgorzata Koburg (1882-1920)           | Henri de Laborde de Monpezat (1868-1929) ∞1904 Henriette Hallberg (1880-1973)          | Maurice Doursenot (1883-1916) ∞1907 Marguerite Gay (1883-1974)                         | Alexander Donaldson (1889- ∞ Jean Stevenson (1889-                          | John Dalgleish (1883- ∞ Barbara McDonald Paisley (-1938)                    | John Thomas Tait Horne (1886- ∞ Henrietta Clark (1887-                      | William Melrose (1890- ∞ Catherine Smith (1893-1941)                        |
| Pradziadkowie                             | król Danii Fryderyk IX (1899-1972) ∞1935 Ingrid Bernadotte (1910-2000)                          | król Danii Fryderyk IX (1899-1972) ∞1935 Ingrid Bernadotte (1910-2000)                 | André de Laborde de Monpezat (1907-1998) ∞1934 Renée Doursenot (1908-2001)             | André de Laborde de Monpezat (1907-1998) ∞1934 Renée Doursenot (1908-2001)             | Peter Donaldson (1911-1978) ∞1938 Mary Dalgleish (1914-2002)                | Peter Donaldson (1911-1978) ∞1938 Mary Dalgleish (1914-2002)                | Archibald Horne (1911-1974) ∞1941 Elizabeth Gibson Melrose (1917-1958)      | Archibald Horne (1911-1974) ∞1941 Elizabeth Gibson Melrose (1917-1958)      |
| Dziadkowie                                | królowa Danii Małgorzata II (ur. 1940) ∞1967 Henryk de Laborde de Monpezat (1934-2018)          | królowa Danii Małgorzata II (ur. 1940) ∞1967 Henryk de Laborde de Monpezat (1934-2018) | królowa Danii Małgorzata II (ur. 1940) ∞1967 Henryk de Laborde de Monpezat (1934-2018) | królowa Danii Małgorzata II (ur. 1940) ∞1967 Henryk de Laborde de Monpezat (1934-2018) | John Dalgleish Donaldson (ur. 1941) ∞1963 Henrietta Clark Horne (1942-1997) | John Dalgleish Donaldson (ur. 1941) ∞1963 Henrietta Clark Horne (1942-1997) | John Dalgleish Donaldson (ur. 1941) ∞1963 Henrietta Clark Horne (1942-1997) | John Dalgleish Donaldson (ur. 1941) ∞1963 Henrietta Clark Horne (1942-1997) |
| Rodzice                                   | król Danii Fryderyk X (ur. 1968) ∞2004 Maria Donaldson (ur. 1972)                               | król Danii Fryderyk X (ur. 1968) ∞2004 Maria Donaldson (ur. 1972)                      | król Danii Fryderyk X (ur. 1968) ∞2004 Maria Donaldson (ur. 1972)                      | król Danii Fryderyk X (ur. 1968) ∞2004 Maria Donaldson (ur. 1972)                      | król Danii Fryderyk X (ur. 1968) ∞2004 Maria Donaldson (ur. 1972)           | król Danii Fryderyk X (ur. 1968) ∞2004 Maria Donaldson (ur. 1972)           | król Danii Fryderyk X (ur. 1968) ∞2004 Maria Donaldson (ur. 1972)           | król Danii Fryderyk X (ur. 1968) ∞2004 Maria Donaldson (ur. 1972)           |
| Józefina Glücksburg (ur. 8 stycznia 2011) |                                                                                                 |                                                                                        |                                                                                        |                                                                                        |                                                                             |                                                                             |                                                                             |                                                                             |